# Elin Danielson-Gambogi
Elin Danielson-Gambogi (Noormarkku, Gran Ducado de Finlandia, 3 de septiembre de 1861- Antignano, Italia, 31 de diciembre de 1919), fue una pintora finlandesa representante del Naturalismo y el Realismo.

## Biografía
Su nombre completo es Elin Kleopatra Danielson, y puede considerarse como una de las integrantes de la primera generación de mujeres finlandesas que recibieron educación profesional en arte, la llamada generación de hermanas pintoras. El grupo también incluyó a otras artistas como Helene Schjerfbeck.
Danielson-Gambogi nació en un pueblo cerca de la ciudad de Pori, al oeste de Finlandia. A los 15 años, tras quedarse huérfana de padre, el cual se había suicidado, y comenzar a tener ciertos problemas económicos, se trasladó a Helsinki y comenzó sus estudios en la Academia de Bellas Artes, y realizaba cuadros por encargos, con los que podía vivir y estudiar decoración de porcelana bajo la dirección de Fanny Sundblad.
En 1878 asistió a cursos en la Academia Adolf Von Becker, donde aprendió a pintar al óleo, estudió pintura de figuras y pintura de bodegones en detalle y aprendió a transponer las cualidades de varios materiales: vidrio, telas, porcelana o metales sobre lienzo. Logró un excelente dominio de la técnica y fue una de las alumnas estrella de la Academia.
En 1883 Danielson-Gambogi pudo trasladarse a París a estudiar gracias a una beca del Senado de Finlandia (la primera de las otras que recibió entre 1884 y 1898), y allí tomó clases en la Académie Colarossi (bajo Gustave Courtois y Raphäel Collin), y viajó por Bretaña durante el verano, donde se especializó en realizar retratos y naturalezas muertas.A su vuelta a Finlandia vivió con sus parientes en Noormarkku (donde abrió un taller en 1888 y realizó un gran retablo para la iglesia Ahlaisten) y Pori. Durante las décadas de 1880 y 1890 trabajó como profesora en varias escuelas de arte en Finlandia.
En 1895 volvió a recibir una beca esta vez para estudiar en Florencia, Italia. Mientras estaba residiendo en Italia se trasladó a Antignano, una pequeña aldea donde comenzó a dibujar paisajes marinos y, además, se casó, en 1896, con un pintor italiano Raffaello Gambogi (1874-1943), instalándose en “Torre del Lago”. El matrimonio realizó exposiciones en París (donde también expusieron pinturas en la feria mundial de 1900), Florencia y Milán así como en diversas ciudades finlandesas.
Llamó la atención de los críticos con tres de sus obras: “Levolle”, “Ropa de mañana” y “Limpieza”. Se hicieron muy populares varias de sus obras, especialmente “En la viña”, “Verano” y en 1900, en la Universal de París, tres obras fueron aclamadas: “Pesijätär”, uno de sus Autorretratos, y “Lago di Massaciuccoli”.
En 1911 volvió a Finlandia para exponer su trabajo, iba a ser la última vez que estuviera en su país natal.Volvió a Italia en octubre de 1913; continuó pintando, organizando una exposición colectiva con Rafaello en su propio estudio, y participando en la Bienal de Venecia. Envió así mismo una obra a la Exposición la Sociedad de Arte de Turku.
Elin Danielson-Gambogi murió de neumonía en Antagnano y fue enterrada en el cementerio de la Misericordia de Livorno.

## Galería de imágenes

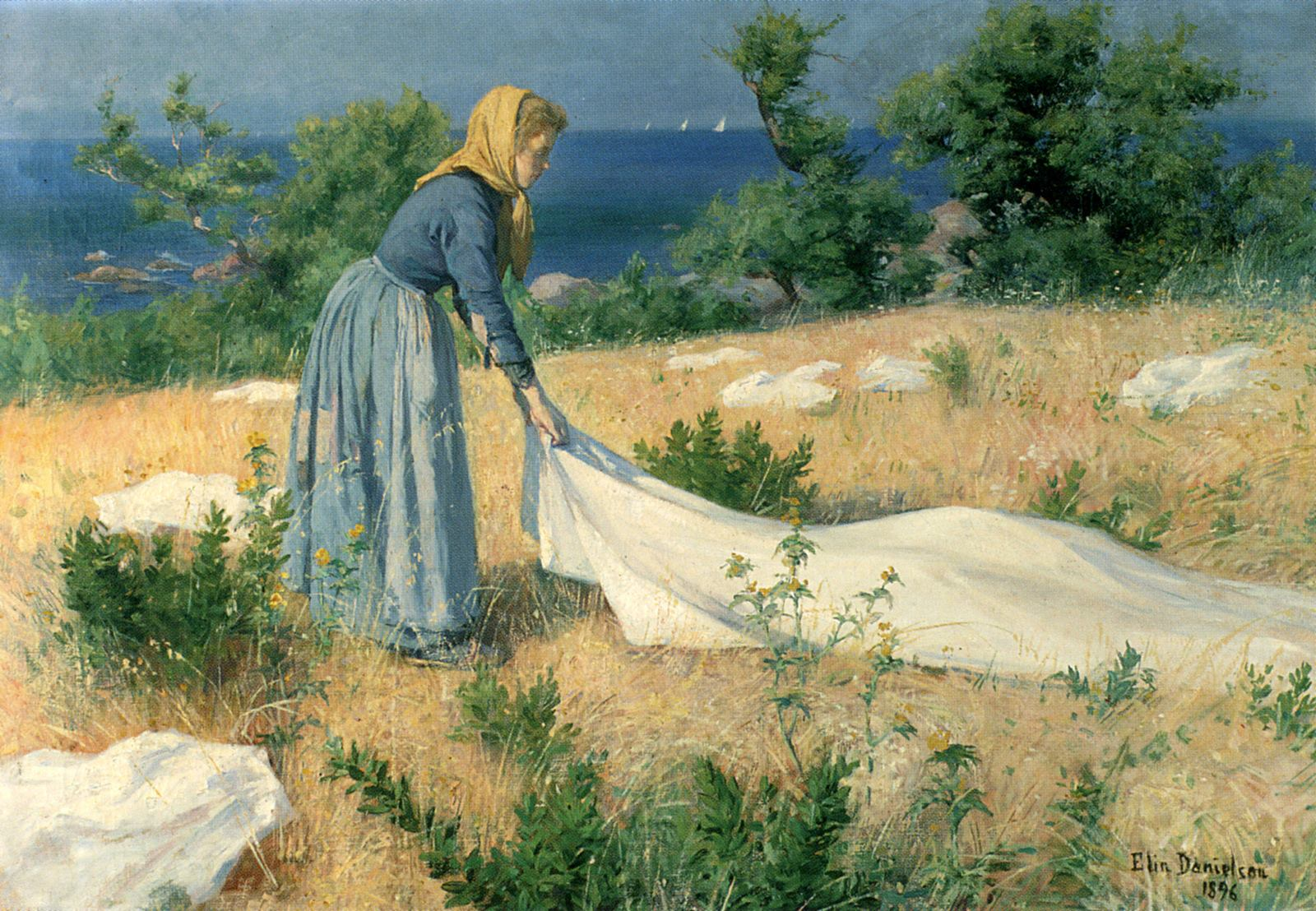
Drying Laundry
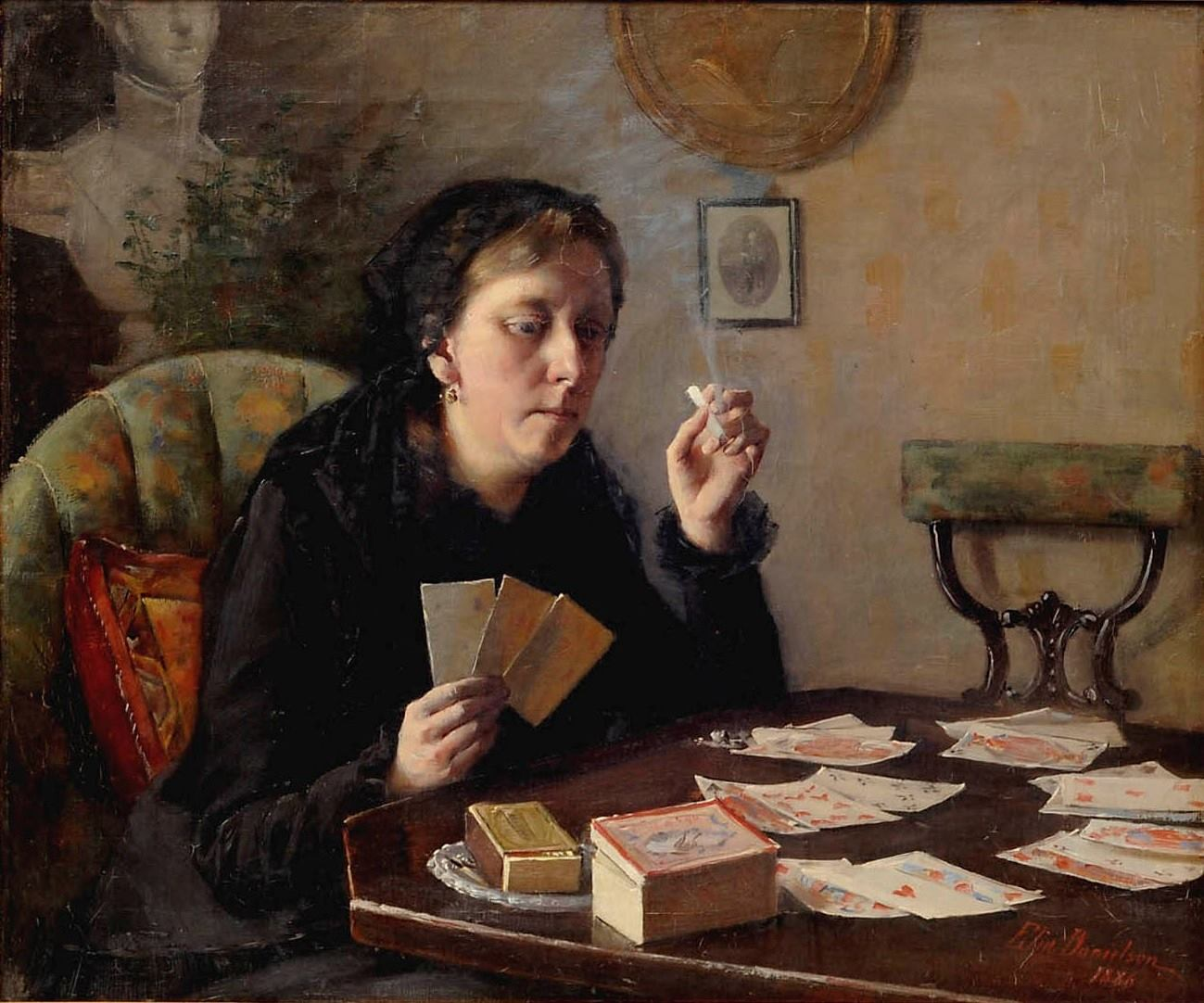
Aunt Balda´s Pastime
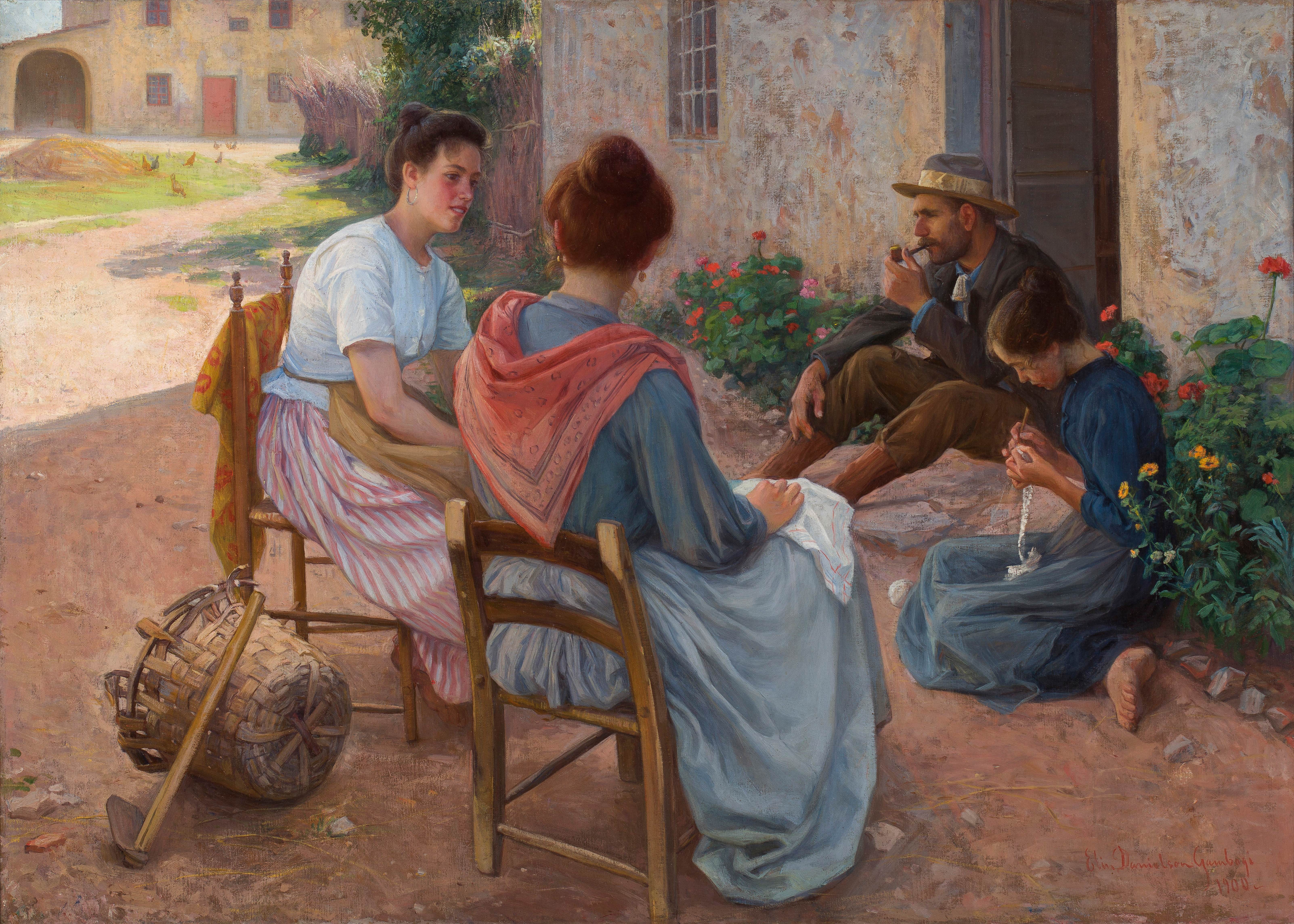
Italian Family
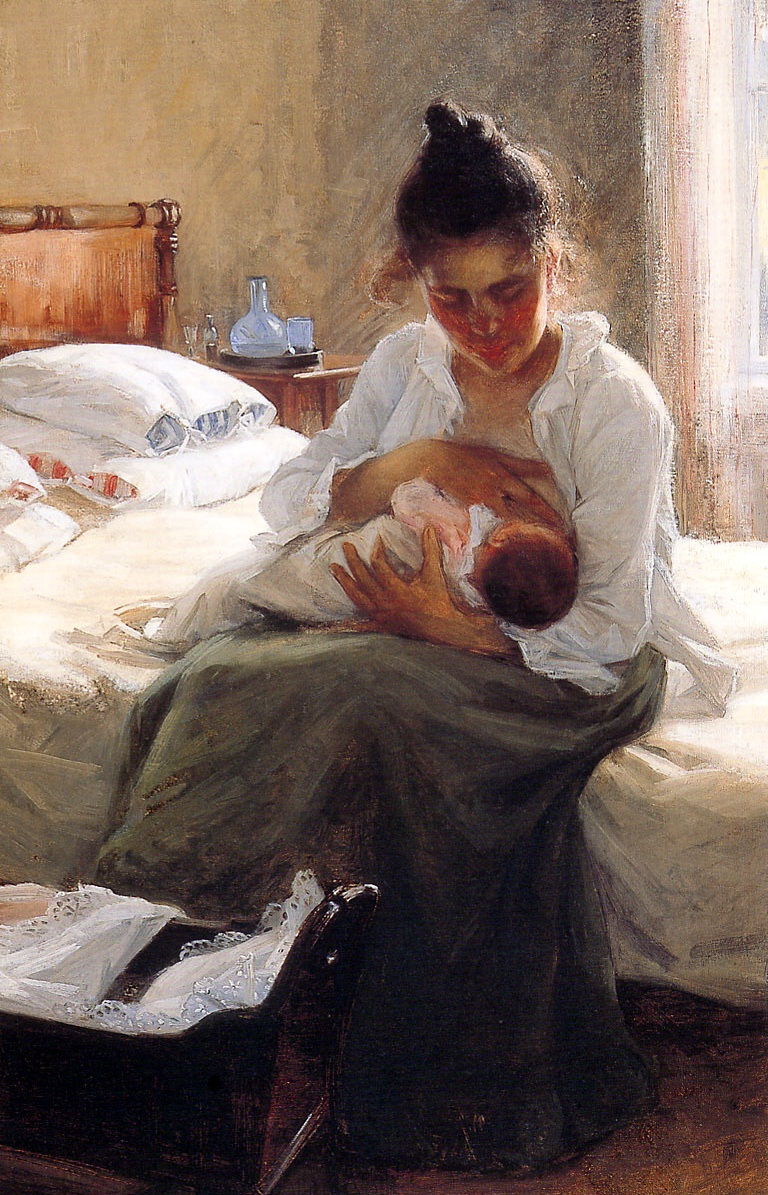
Motherhood
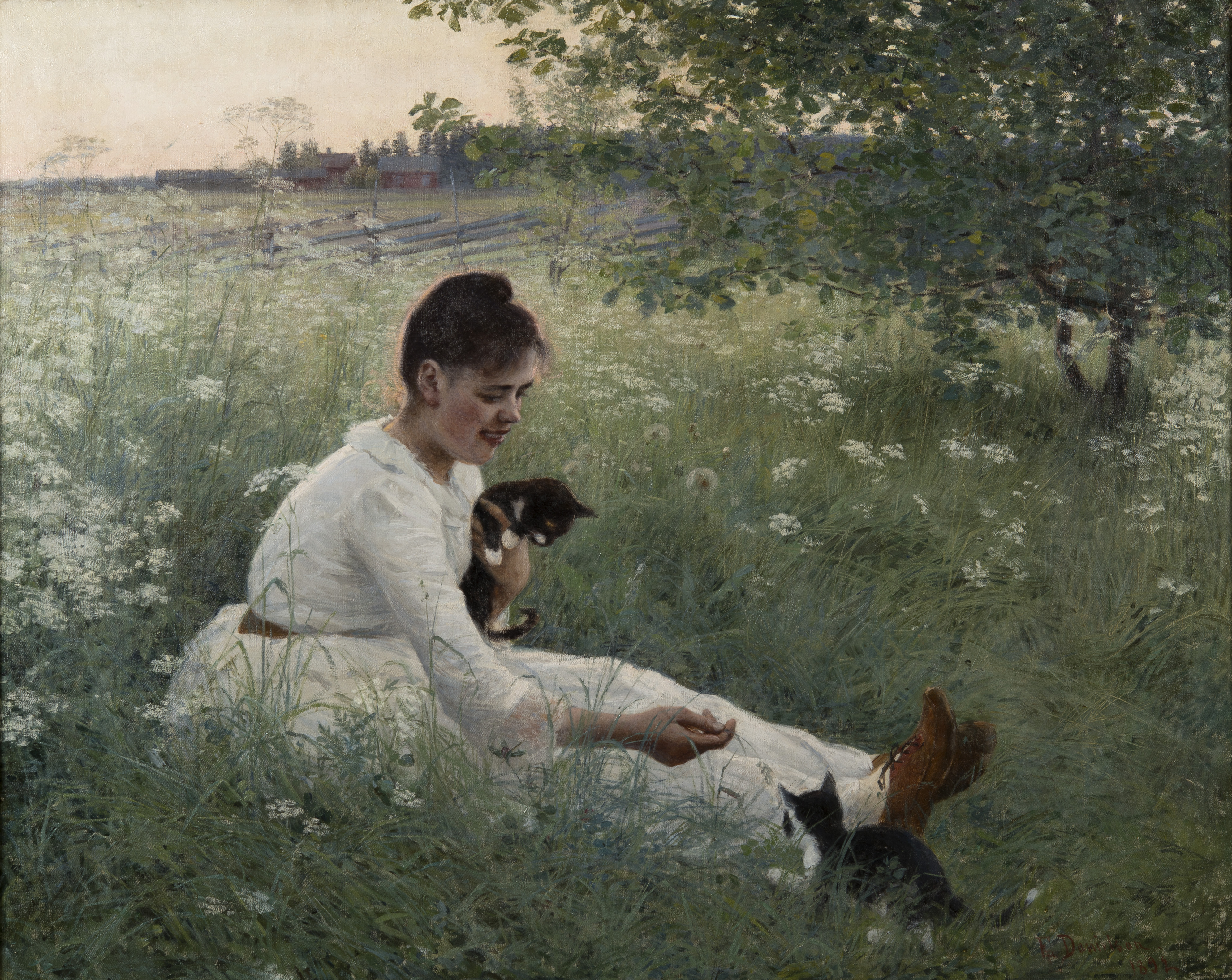
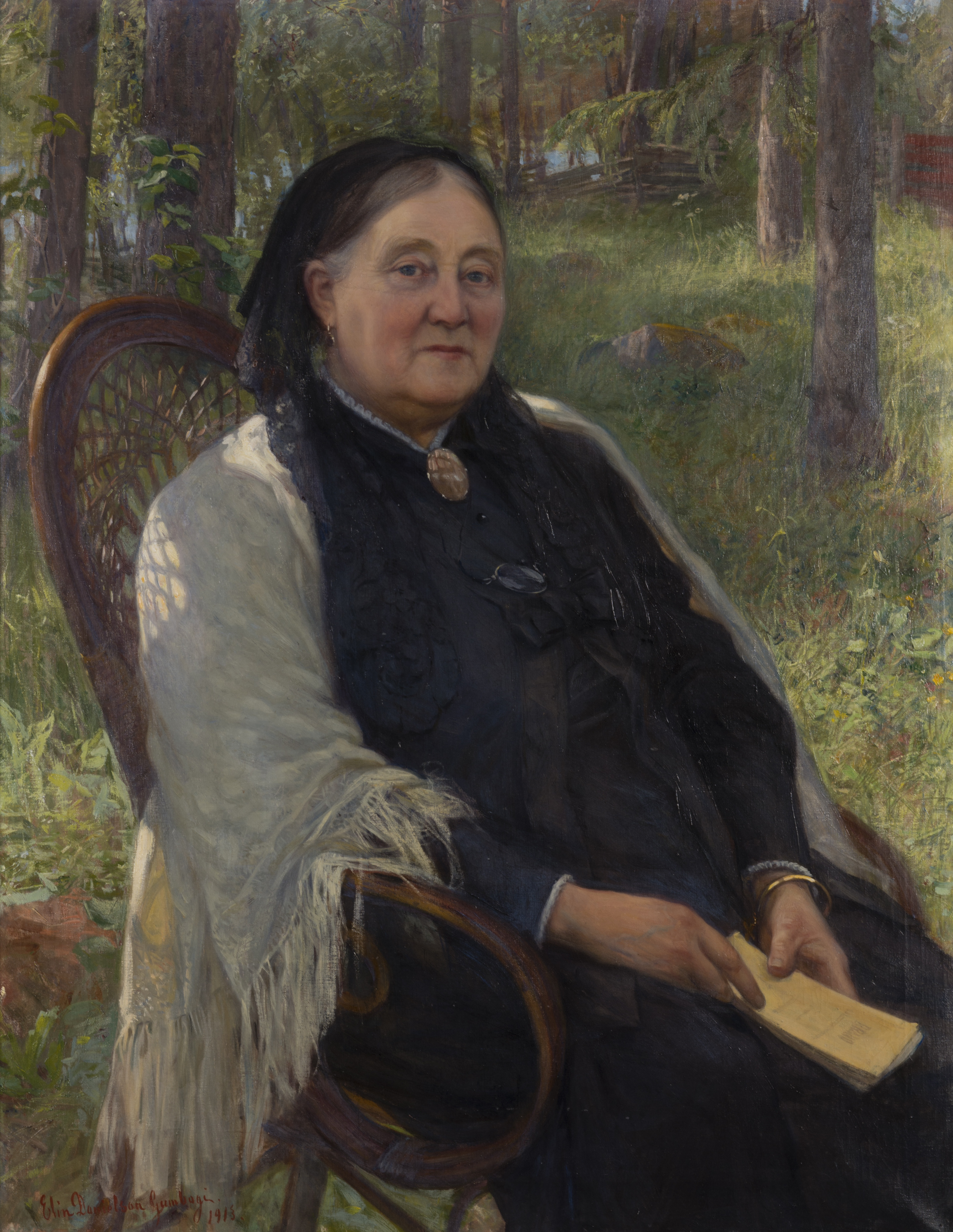
Mother
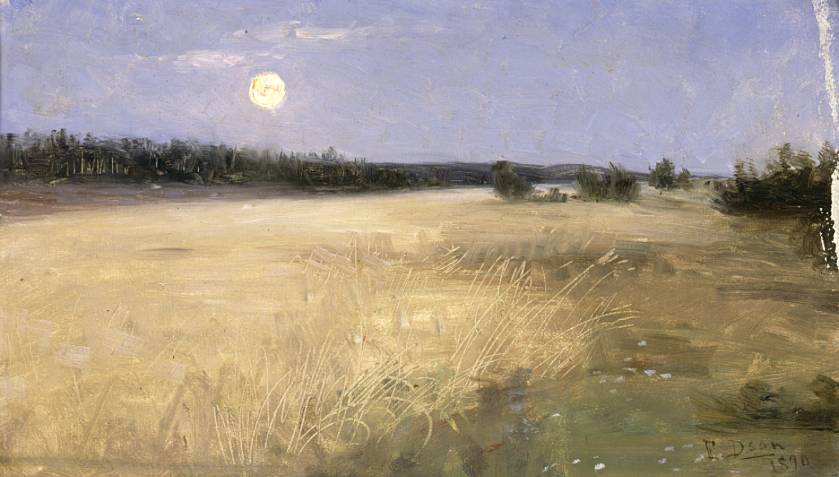
Kesäyö
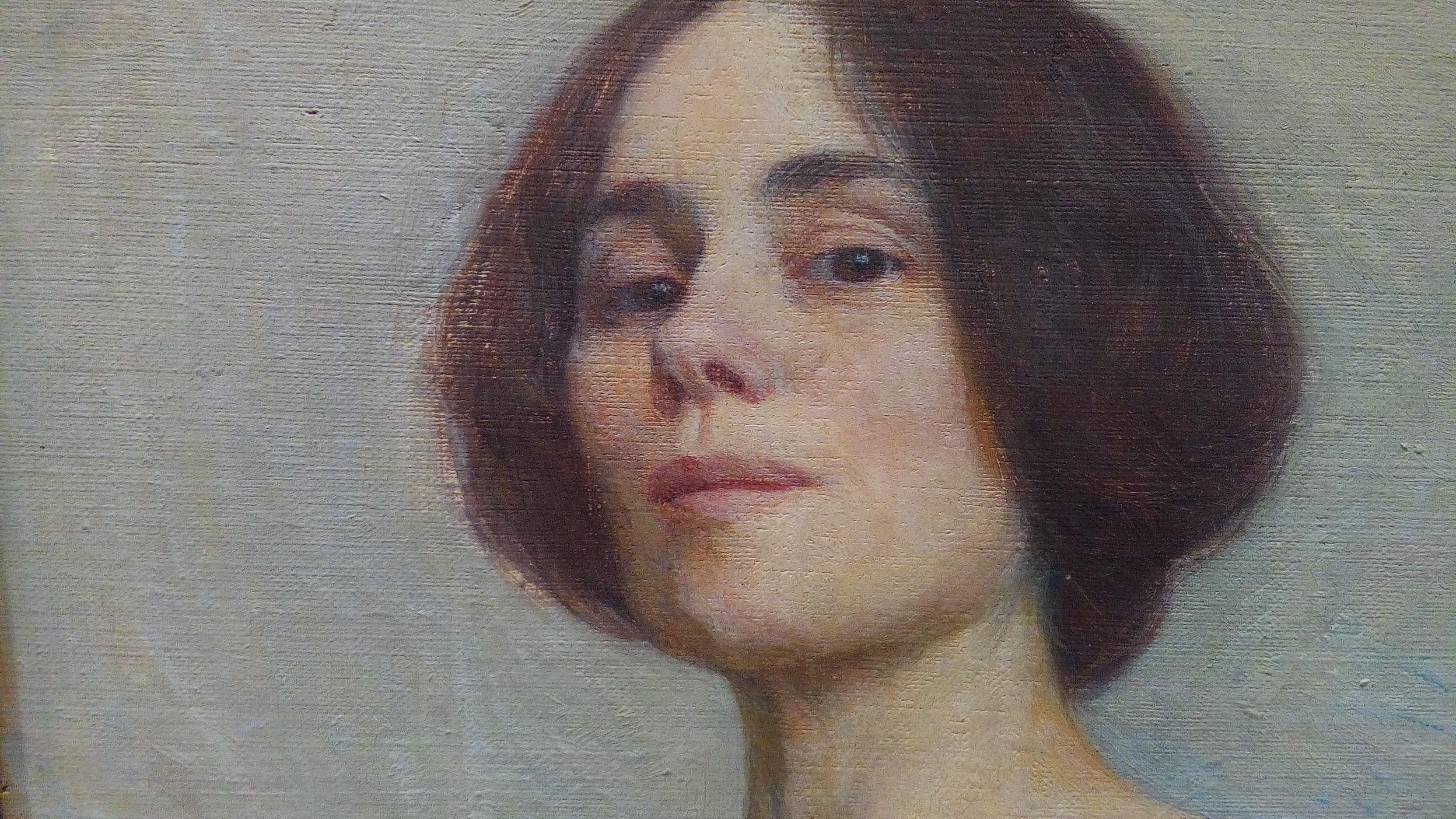
Selbstporträt
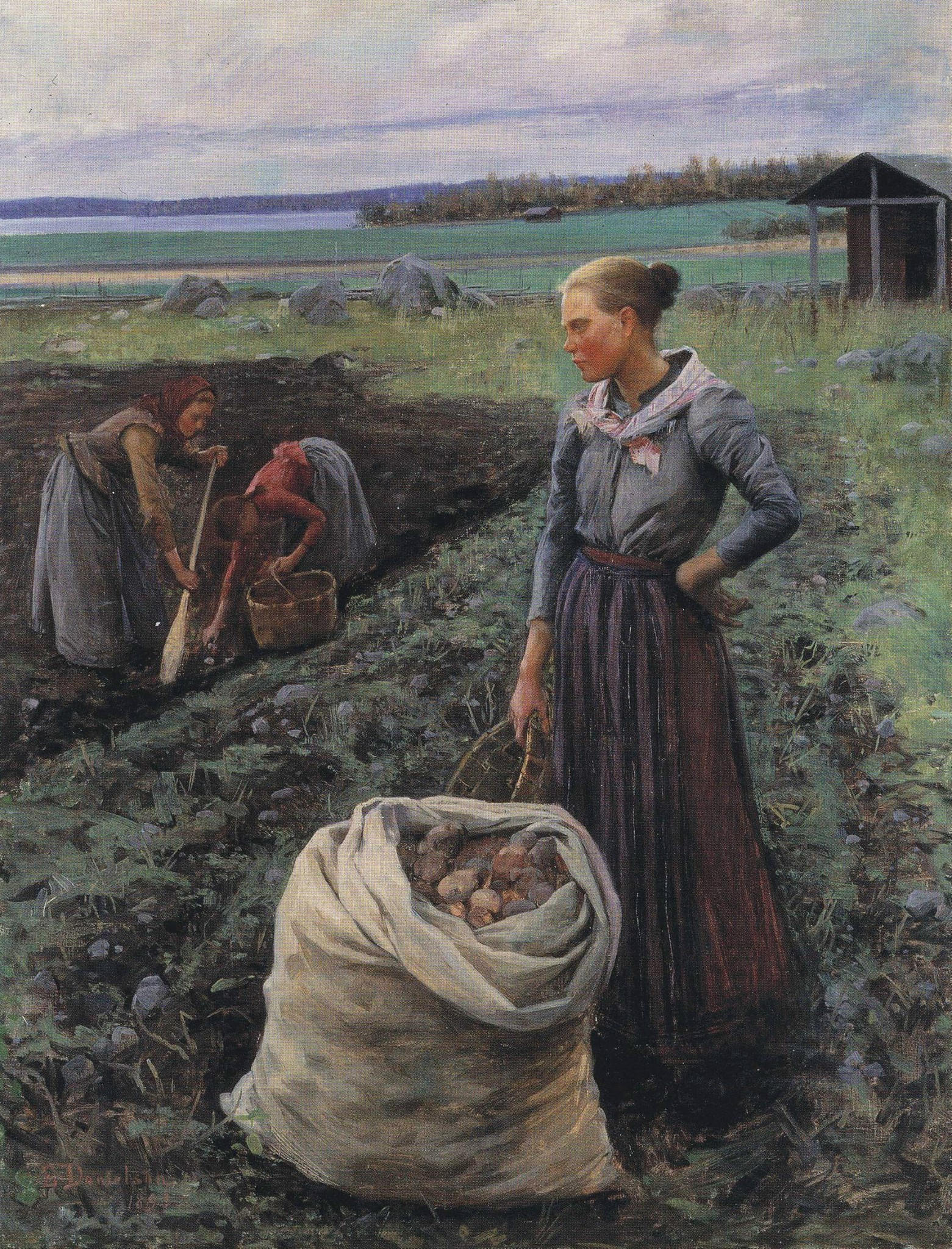
Potato harvester
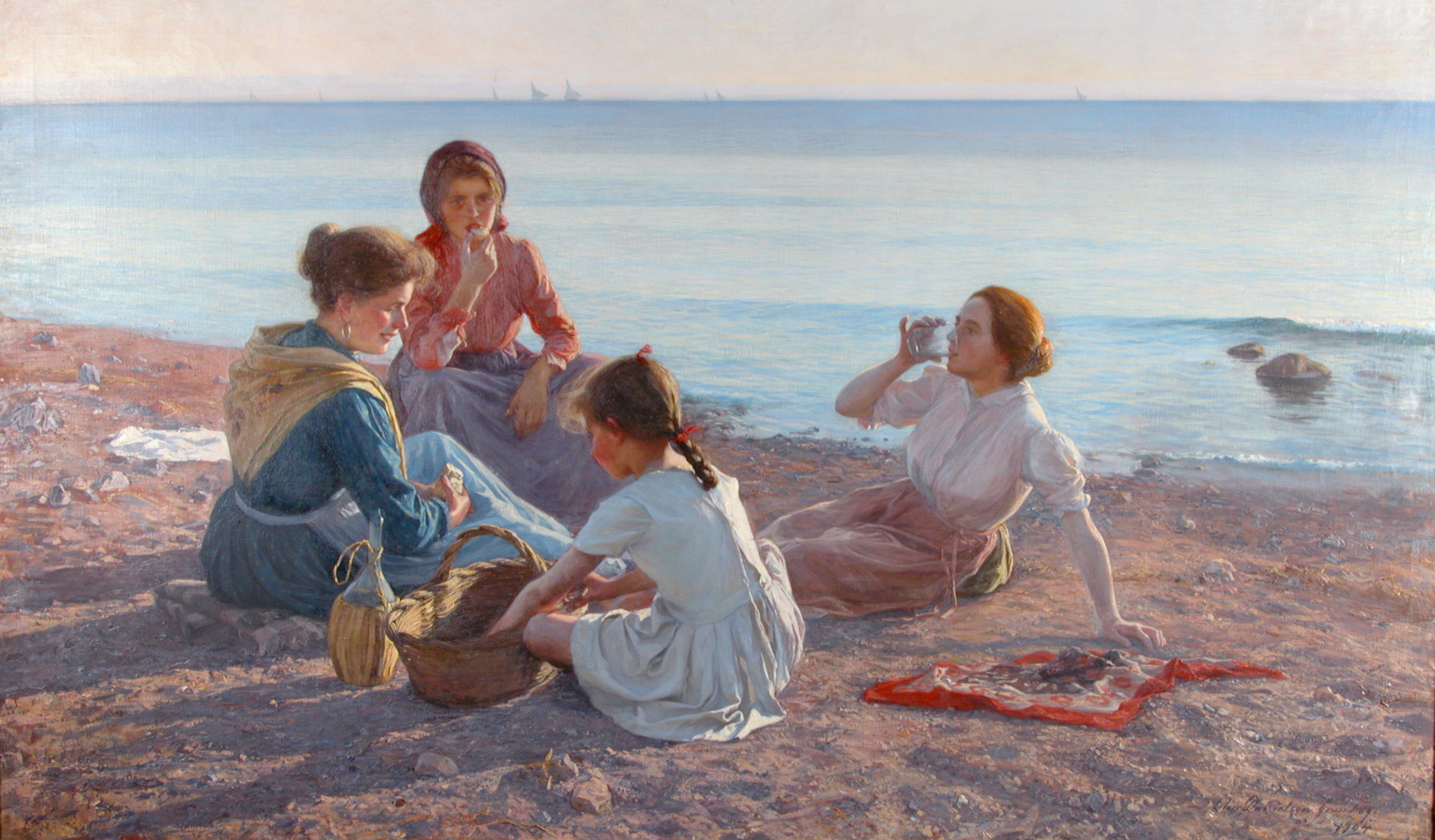
La Merenda